# Либерален консерватизъм
Либералният консерватизъм е вариант на консерватизма, включва либерални възгледи относно икономическите и етичните идеологически въпроси.
Обикновено либерално-консервативната политика се характеризира в страни, където либералната пазарна икономика е пуснала дълбоки корени и според британското разбиране за съвременния консерватизъм, тя трябва да бъде опазена от по-нататъшно разрушаване на модела посредством консервация, за да бъдат спасени ценностите. По тази логика, в някои държави като Австралия, например (възникнала като държава от поселения на британски каторжници първоначално), понятията за консерватизъм и либерализъм се сливат и даже се превръщат в синоними, което е разбира се частен случай, а не правило.
По принцип, в зависимост от модела, либералните консерватори в англосаксонския свят са другото отражение на един общественополитически ценностен модел от който произлизат и днешните континентални социалхристияни. Либералните консерватори са за по-отворен свободен пазар отколкото християндемократите. Въпреки това, процесът на секуларизация в много европейски християндемократически партии ги приближава повече към либерализма, а много от традиционните консервативни партии в Европа са по-близо до социалните въпроси, с които се сблъсква обществото.
В този смисъл либералните консерватори са част от Европейската народна партия, заедно с християндемократите.